# Maeda Ikutokukai
Die Maeda Ikutokukai (jap. 財団法人 前田育徳会, Zaidan hōjin Maeda Ikutokukai) ist eine gemeinnützige Stiftung (kōeki-hōjin), die am 26. Februar 1926 gegründet wurde, um das kulturelle Erbe des Maeda-Klans, den ehemaligen Herrschern über das wohlhabendste Lehen Japans Kaga (Kanazawa), zu erhalten und zu verwalten. Der Sitz der Stiftung ist in Komaba, Meguro (Tokyo). Die Sammlung konzentriert sich auf schriftsprachliche Materialien und sie umfasst alte Dokumente, japanische und chinesische Bücher, aber auch kunsthandwerkliche Gegenstände, wie Schwerter, Rüstungen und Haushaltsgegenstände. Die Schriftstücke, die sich im Besitz der Stiftung befinden, sind auch als „Sonkeikaku-Bibliothek“ (尊経閣文庫 Sonkeikaku bunko) bekannt. Diese Sammlung alter Bücher, historischer Aufzeichnungen und Dokumente ist für Forscher nur auf Anfrage zugänglich.
Der Name der Bibliothek leitet sich ab von einer Privatsammlung von Büchern des fünften Daimyō des Lehens Kaga, Maeda Tsunanori. Diese ursprüngliche Sammlung, auch bekannt als „Sonkeikaku-Büchersammlung“ (尊経閣蔵書 Sonkeikaku zōsho) unterscheidet sich von der „Sonkeikaku Bibliothek“.
Im Besitz der Maeda Ikutokukai befinden sich 22 Nationalschätze Japans und 76 Wichtige Kulturgüter.  Da die Bibliothek selbst nicht über die Ausstellungsmöglichkeiten eines Museums verfügt, werden Besichtigungsanfragen normalerweise abgelehnt. Dennoch besitzt das Kunstmuseum der Präfektur Ishikawa (Ishikawa Prefectural Museum of Art) einen Ausstellungsraum, der der Maeda Ikutokukai Sammlung gewidmet ist und wo Kunst und kunsthandwerkliche Stücke dauerhaft ausgestellt werden.